# فانجاکانا (بروروها)
فانجاکانا (به لاتین: Fanjakana) یک منطقهٔ مسکونی در ماداگاسکار است که در بروروها واقع شده‌است. فانجاکانا ۴٬۰۰۰ نفر جمعیت دارد و ۱۵۹ متر بالاتر از سطح دریا واقع شده‌است.